# Marina Ginestà
Marina Ginestà, née à Toulouse (Haute-Garonne) le 29 janvier 1919 et morte à Paris le 6 janvier 2014, est une journaliste antifasciste française. Son image est une des icônes graphiques de la guerre civile espagnole, immortalisée par le photographe Juan Guzmán sur la terrasse de l'hôtel Colón de Barcelone le 21 juillet 1936 alors qu'elle n'a que 17 ans.
Journaliste à Valence de nombreux médias républicains, elle travaille auparavant en tant qu'interprète auprès de Mikhaïl Koltsov, correspondant de l'agence soviétique Tass (qui la mentionne dans son « Journal de Guerre »). Elle l'accompagne notamment à Bujaraloz pour un entretien avec le leader anarchiste de la Confédération nationale du travail (CNT) Buenaventura Durruti. En exil à la République dominicaine, sa famille et elle deviendront très critiques à l'égard de Joseph Staline. Sa lecture de l'Hommage à la Catalogne de George Orwell pendant les années 1960 fera pencher ses sympathies vers la CNT et le POUM.

## Biographie
Née à Toulouse en France dans une famille de syndicalistes catalans, Marina Ginestà i Coloma déménage à Barcelone en Espagne avec ses parents, Empar Coloma Chalmeta, originaire de Valence, et Bruno Ginestà Manubens, originaire de Manresa — tous deux tailleurs — à l'âge de onze ans. Plus tard, elle rejoint le Parti socialiste unifié de Catalogne. Au déclenchement de la guerre, elle devient reporter et traductrice dans les Brigades internationales auprès de Mikhail Koltsov, correspondant du journal soviétique Pravda. Avant la fin du conflit, elle est blessée et évacuée à Montpellier en France. Alors que le pays est occupé par l'armée d'occupation allemande, elle s'envole pour le Mexique puis en République dominicaine où elle se marie. En 1946, elle doit quitter le pays en raison des persécutions perpétrées par le dictateur Rafael Trujillo. En 1960, elle épouse un diplomate belge et regagne Barcelone puis déménage dans la capitale française, Paris, au début des années 1970, où elle meurt en janvier 2014, à l'âge de 94 ans.

## Photographie célèbre
Marina Ginestà reste célèbre pour la photographie d'elle prise par Juan Guzmán le 21 juillet 1936 alors qu'elle n'a que 17 ans, en haut de l'hôtel Colón à Barcelone, portant un fusil à l'épaule. Alors qu'elle est reporter, c'est l'unique fois où elle apparait avec une arme. Ce cliché apparait par exemple en couverture du roman historique sur le groupe de résistantes des Treize Roses de Carlos Fonseca ainsi que de l'ouvrage La guerre d'Espagne de l'historien Burnett Bolloten ou du roman Le front dans l'azur d'Hélène Legrais. C'est seulement en 2006 que l'identité de la jeune militante de la photographie est connue et dévoilée.

## Publications
- Les Antipodes, Barcelone, 1976, Lulu Press, 2014,  (ISBN 9781291807486), extraits en ligne.
- D'autres viendront... - Barcelone 1920, le syndicalisme révolutionnaire, prix Salvador Seguí, Barcelone, 1977, Lulu Press, 2014,  (ISBN 9781291632514), extraits en ligne.
- Burnett Bolloten, La guerre d'Espagne : révolution et contre-révolution, 1934-1939, Agone éditeur  (ISBN 9782748902143).